# Dobinea
Dobinea  es un género de plantas con dos especies,  perteneciente a la familia de las anacardiáceas.

## Taxonomía
El género fue descrito por Buch.-Ham. ex D.Don y publicado en Prodromus Florae Nepalensis 249. 1825. La especie tipo es: Dobinea vulgaris Buch.-Ham. ex D.Don

## Especies aceptadas
- Dobinea delavayi (Baill.) Baill.
- Dobinea vulgaris Buch.-Ham. ex D.Don